# Pseudopaguristes invisisacculus
Pseudopaguristes invisisacculus is een tienpotigensoort uit de familie van de Diogenidae. De wetenschappelijke naam van de soort is voor het eerst geldig gepubliceerd in 1974 door McLaughlin & Provenzano.